# Frênes
Frênes – miejscowość i dawna gmina we Francji, w regionie Normandia, w departamencie Orne. W 2008 roku liczba ludności wynosiła 829 mieszkańców. 
W dniu 1 stycznia 2015 roku z połączenia siedmiu ówczesnych gmin – Beauchêne, Frênes, Larchamp, Saint-Cornier-des-Landes, Saint-Jean-des-Bois, Tinchebray oraz Yvrandes – utworzono nową gminę Tinchebray-Bocage. Siedzibą gminy została miejscowość Tinchebray. 